# Kazbeky (Raión de Podilsk)
Kazbeky  (ucraniano: Казбеки) es una localidad del Raión de Podilsk en el Óblast de Odesa de Ucrania. Según el censo de 2001, tiene una población de 102 habitantes.
Su denominación anterior es Kúibyshevskoye (Куйбышевское). En 2016, en aplicación de las leyes de descomunización, fue renombrada a Kazbeky.